# Haraldssund (Meerenge)
Koordinaten: 62° 20′ 0″ N, 6° 38′ 0″ W
Der Haraldssund (dänischer Name Haraldsund) ist eine Meerenge der Färöer zwischen den Inseln Kunoy im Westen und Borðoy im Osten.
Im Norden mündet die Meerenge in den offenen Nordatlantik und im Süden in den natürlichen nördlichen Hafen von Klaksvík (Pollur). Der im Westen anschließende Leirvíksfjørður bildet den Ausgang nach Süden.
Am Haraldssund befindet sich die gleichnamige Ortschaft Haraldssund auf Kunoy. Durch einen Straßendamm wird der Sund nach Ánirnar auf Borðoy gequert, sodass er heute, genau genommen, aus zwei Meeresarmen besteht.
Im Norden des Haraldssunds befinden sich zwei verlassene Orte: Skarð auf Kunoy und Skálatoftir auf Borðoy genau gegenüber. Zu beiden Orten gehen alte Wanderwege, die am jeweiligen Ufer entlangführen.

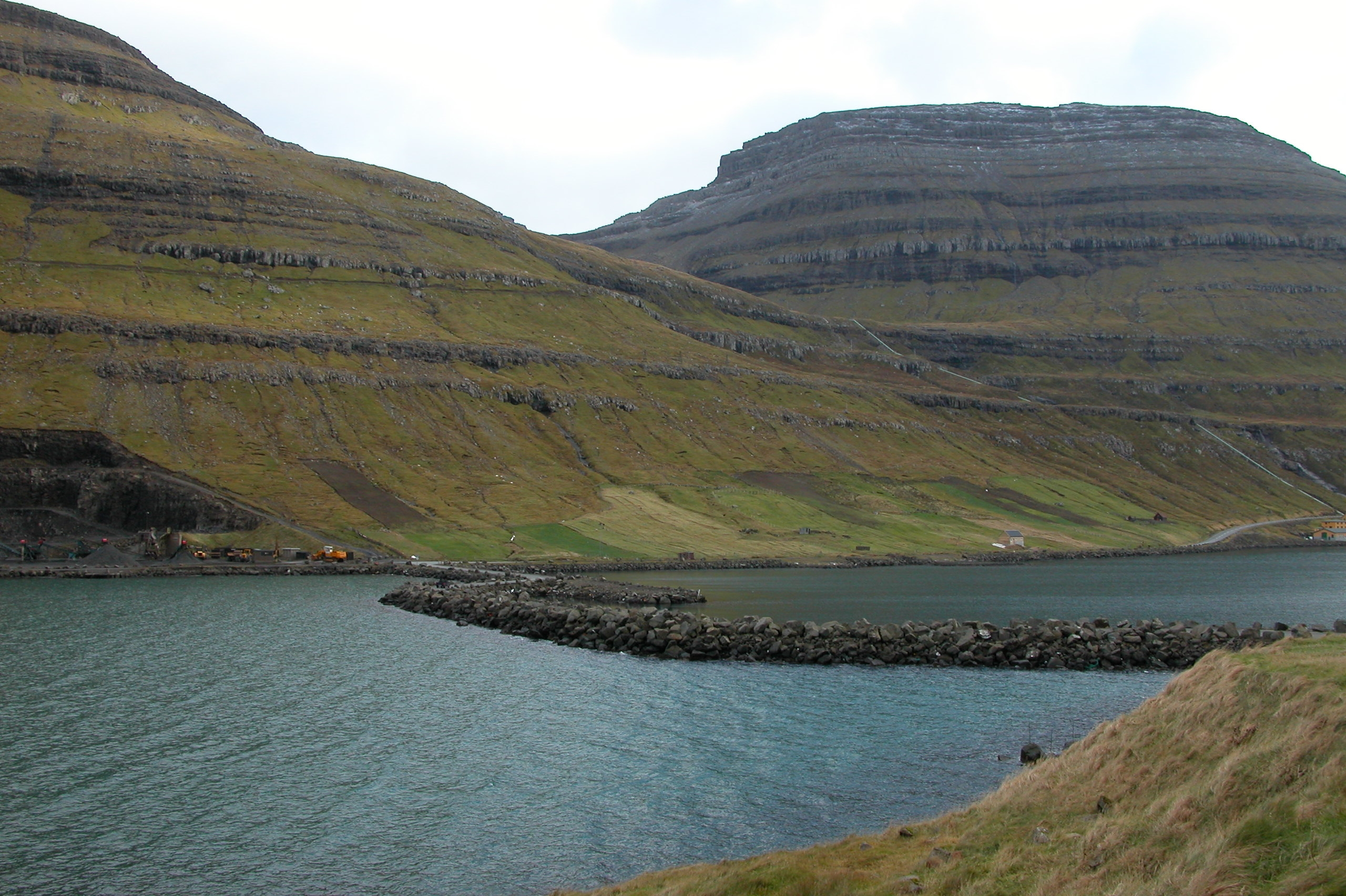
Blick von Kunoy über den Haraldssund mit dem Straßendamm nach Borðoy.